# Kriegerdenkmal Klüden

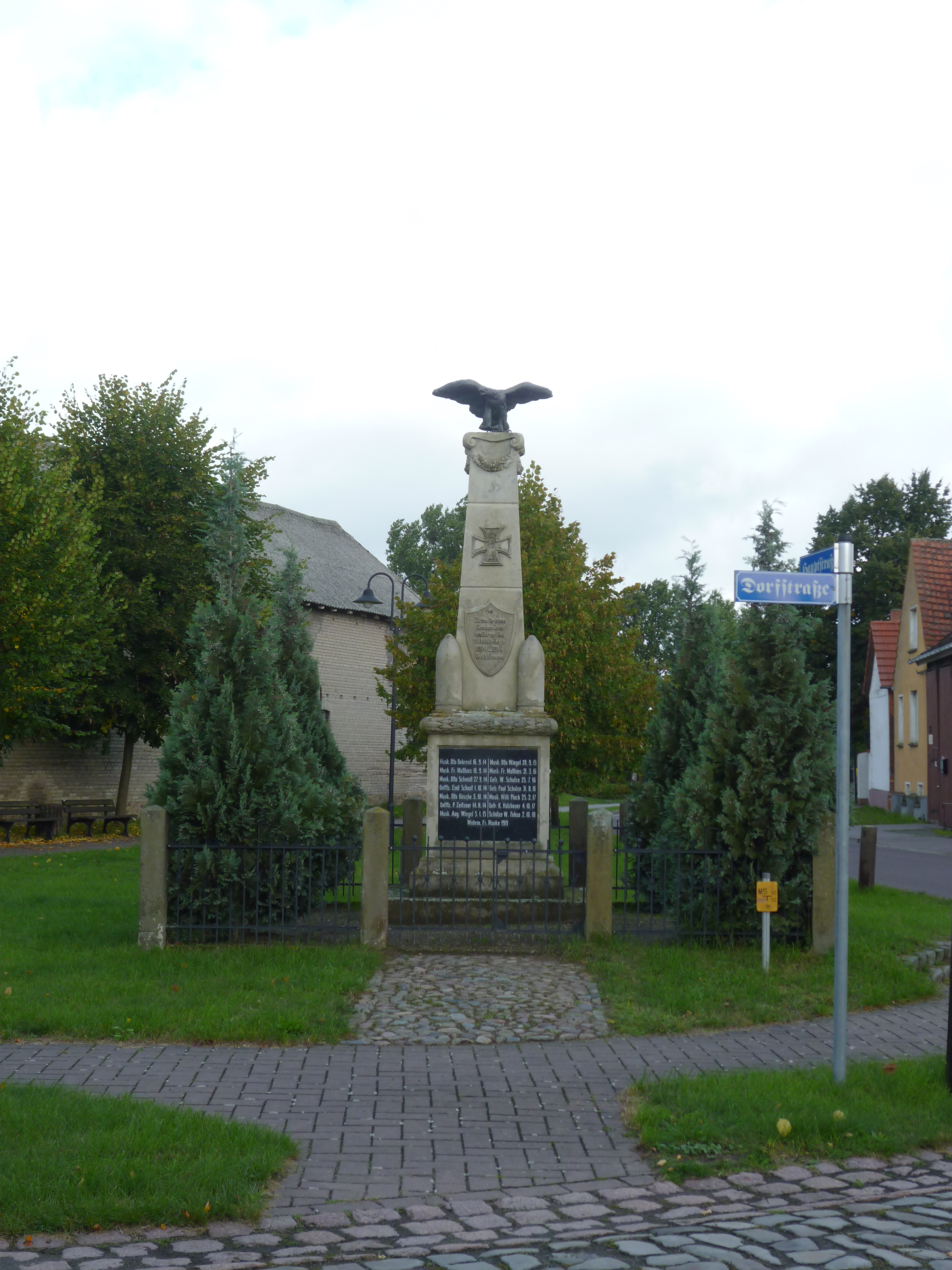
Kriegerdenkmal in Klüden, 2010

Das denkmalgeschützte Kriegerdenkmal im Calvörder Ortsteil Klüden befindet sich an der Ecke Dorfstraße/Hauptstraße (Kreisstraße 1106).

## Beschreibung
Das städtebauliche sehr markante Kriegerdenkmal am Kreuzungsbereich steht für die Gefallenen des Ersten Weltkriegs. Das Denkmal ist in seiner Form ein Obelisk und steht auf einem Stufensockel. Das Erscheinungsbild zeigt deutlich, dass dieses Denkmal ganz in der Tradition des 19. Jahrhunderts steht. Der Obelisk ist von vier Granaten auf dem Sockel umgeben und ist durch einen Adler gekrönt, auf der Vorderseite befinden sich die Namen der Gefallenen des Orts und ein Eisernes Kreuz. Die Fläche um das Kriegerdenkmal wurde zu einer Anlage gestaltet und ist vollständig mit einem Gitterzaun umrahmt. Das Kriegerdenkmal befindet sich auf Wunsch der Klüdener zentral am Ortseingang.